# KK Šentjur
Der Košarkaški klub Šentjur ist ein slowenischer Basketballverein aus der gleichnamigen Gemeinde Šentjur in der Untersteiermark. Die größten Erfolge feierte die Herrenmannschaft des Vereins in der jüngeren Vergangenheit mit dem Titelgewinn in der slowenischen Meisterschaft 2015 sowie der Teilnahme an der supranationalen Adriatischen Basketballliga (ABA-Liga) und dem kontinentalen Wettbewerb FIBA Europe Cup in der darauffolgenden Saison. Die 1969 innerhalb der Sportvereinigung Partizan eingerichtete Mannschaft firmiert unter dem Sponsorennamen Tajfun.

## Geschichte
Der Verein geht zurück auf die 1969 in der Sportvereinigung TVD Partizan gegründete Herrenmannschaft, die bereits vier Jahre später 1973 die zweithöchste regionale Spielklasse der damaligen SR Slowenien erreichte. Ein weiterer Aufstieg scheiterte zunächst mehrfach, stattdessen musste der Verein diese Spielklasse 1991 wieder verlassen. Doch mit der Unabhängigkeit Sloweniens und dem Einstieg des Sponsors Kemoplast sollte in den folgenden Jahren der Aufstieg des Vereins wieder möglich sein. Nachdem man 1994 die B-Liga Sloweniens wieder erreicht hatte, gelang schließlich im Jahr 2000 der Aufstieg in die höchste slowenische Spielklasse. Dort konnte man sich etablieren, obwohl man in der zunächst 14 Mannschaften umfassenden Liga nur Plätze in der zweiten Tabellenhälfte erreichte, die im Anschluss an die Hauptrunde eine Relegations-Runde ausspielte.
In der Saison 2005/06 erreichte die Mannschaft erstmals die Meisterschaftsrunde der besten sechs slowenischen Mannschaften, in der aber nur noch ein Sieg in zehn weiteren Spielen gelang. Nach einem siebten Platz 2007 rutschte die Mannschaft in der Saison 2007/08 unter dem neuen Namenssponsor Alpos wieder aus dem Kreis der nunmehr wieder acht Mannschaften umfassenden Meisterschaftsrunde. Nach dem neunten Platz 2008 und elften Platz 2009 konnte sich Alpos in der Saison 2009/10 in der Meisterschaftsrunde mit ausgeglichener Bilanz bis auf den vierten Platz verbessern. Im Play-off-Halbfinale blieb man in zwei Spielen jedoch sieglos gegen Titelverteidiger und Rekordmeister KK Union Olimpija aus der Hauptstadt Ljubljana. Ohne Namenssponsor Alpos folgte 2011 ein neunter und 2012 ein sechster Platz, als man in der wieder sechs Mannschaften umfassenden Meisterschaftsrunde sieglos blieb.
Auch mit dem neuen Namenssponsor Tajfun war man 2013 zunächst wieder Sechster, als man in der Meisterschaftsrunde drei von zehn Spielen gewann. In der Saison 2013/14 folgte gar nur der elfte und vorletzte Platz. In der Saison 2014/15 erreichte die Mannschaft auf dem fünften Platz der Meisterschaftsrunde erneut die Play-offs, die um ein Viertelfinale erweitert worden waren. Nachdem die Mannschaft in zwei Spielen den Vierten und regionalen Rivalen KK Zlatorog Laško bezwungen hatte, konnte man auch ganz überraschend den Ersten und Titelverteidiger KK Krka in zwei Spielen bezwingen, so dass man ungeschlagen die Finalserie erreichte. In einer Best-of-Five-Serie verlor man hier ein Spiel gegen die weitere Überraschungsmannschaft KK Rogaška, konnte aber auch dank Final-MVP Dragiša Drobnjak nach drei Siegen erstmals die Meisterschaft gewinnen.
Nach der Meisterschaft trat der KK Tajfun in der Saison 2015/16 erstmals auch in internationalen Vereinswettbewerben an. Im FIBA Europe Cup 2015/16 reichte es in der ersten Gruppenphase zwar zu zwei Siegen über eine nicht konkurrenzfähige irische Auswahl, doch nach vier Niederlagen in den weiteren Gruppenspielen schied man frühzeitig aus. Auch in der supranationalen ABA-Liga 2015/16 war man nur bedingt konkurrenzfähig. Nach nur sieben Siegen in 26 Spielen belegte man dort den 14. und letzten Platz. In der Finalrunde der slowenischen Meisterschaft schließlich gelang kein erneuter „Play-off-Run“; als Sechster der Meisterschaftsrunde verlor der Titelverteidiger zum Auftakt der Play-offs im Viertelfinale direkt gegen Rekordmeister Union Olimpija. Damit nimmt der KK Tajfun zur folgenden Saison auch nicht mehr an einem internationalen Wettbewerb teil.

## Bekannte Spieler
| - Sandi Čebular 2002–2006, 2009/10, 2015/16 - Jimmie Hunt 2005–07 - Ervin Dragšič 2007/08 - Dragiša Drobnjak 2014–16 |